# 民族里公園
民族里公園（民族休閒公園）是永和區民族里的社區鄰里公園，位於新北市的瓦磘溝主流段（北支流）左岸（東岸），東鄰民族街，南北範圍為民族街27巷~43巷，格局南北狹長，面積1000坪，南方為民族里巡守隊崗亭。而民族里境內，民族休閒公園南方，另有一較小的公園，亦位在瓦磘溝左岸，南起民有街，東鄰民有街25巷，北側到民有街25巷10號。

## 設施
民族休閒公園分為北中南三段，北段範圍為民族街27巷至37巷，中段範圍為民族街37巷至41巷，南段為民族街41巷至43巷。北、中段間隔著公園步道，中、南段間隔著馬路，馬路可溝通瓦磘溝兩岸。
- 兒童遊樂場：兒童遊樂設施（Integrated Playground Equipment）位在南段。
- 小型廣場：為石板鋪面，位在南段。
- 步道：石板鋪面
- 草坪與樹木：位在中段與北段。
- 體建設施區：位在北段。
- 親子休憩涼亭：中段與北段各有一涼亭。

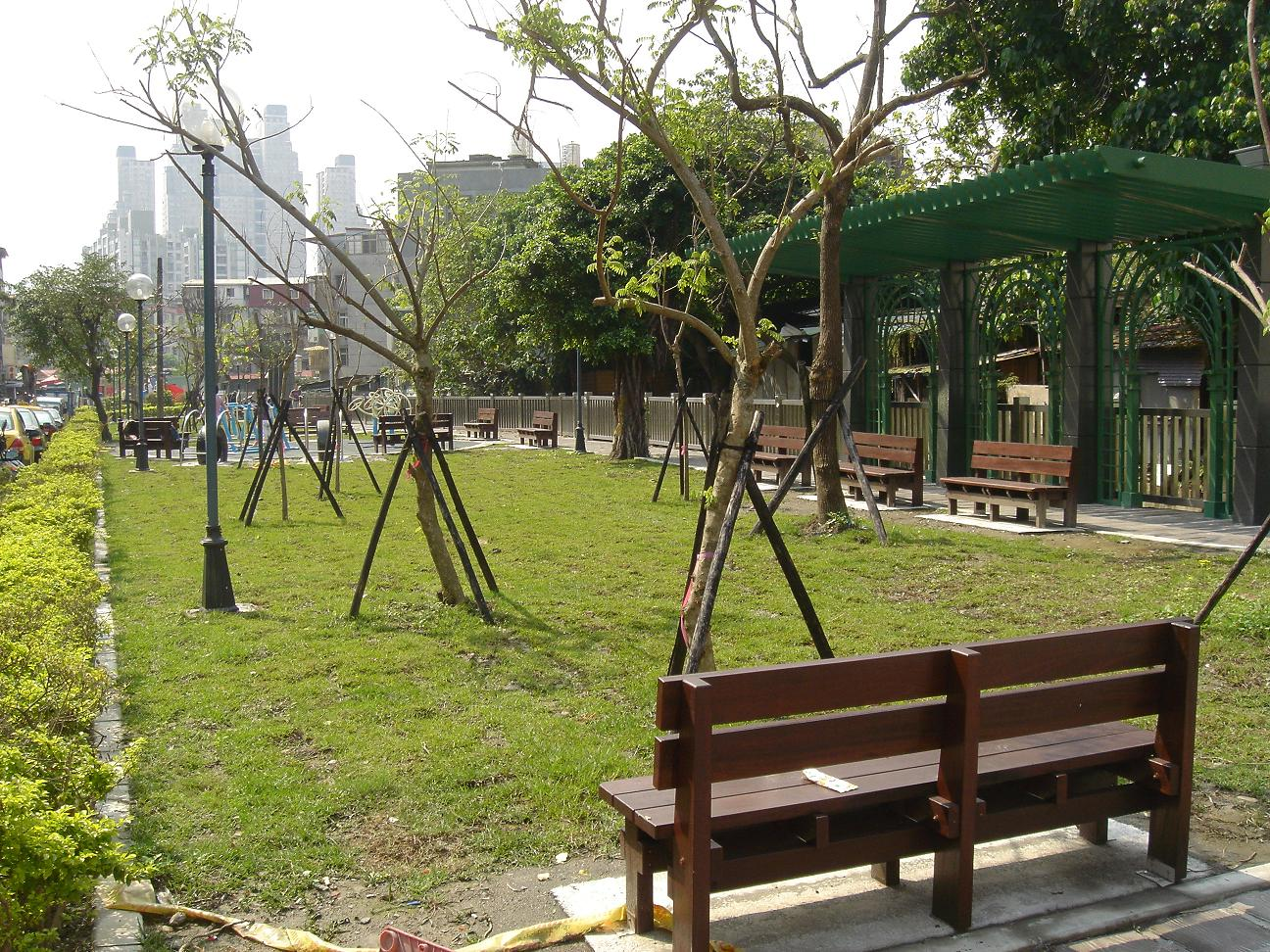
由民族休閒公園北側看公園全區
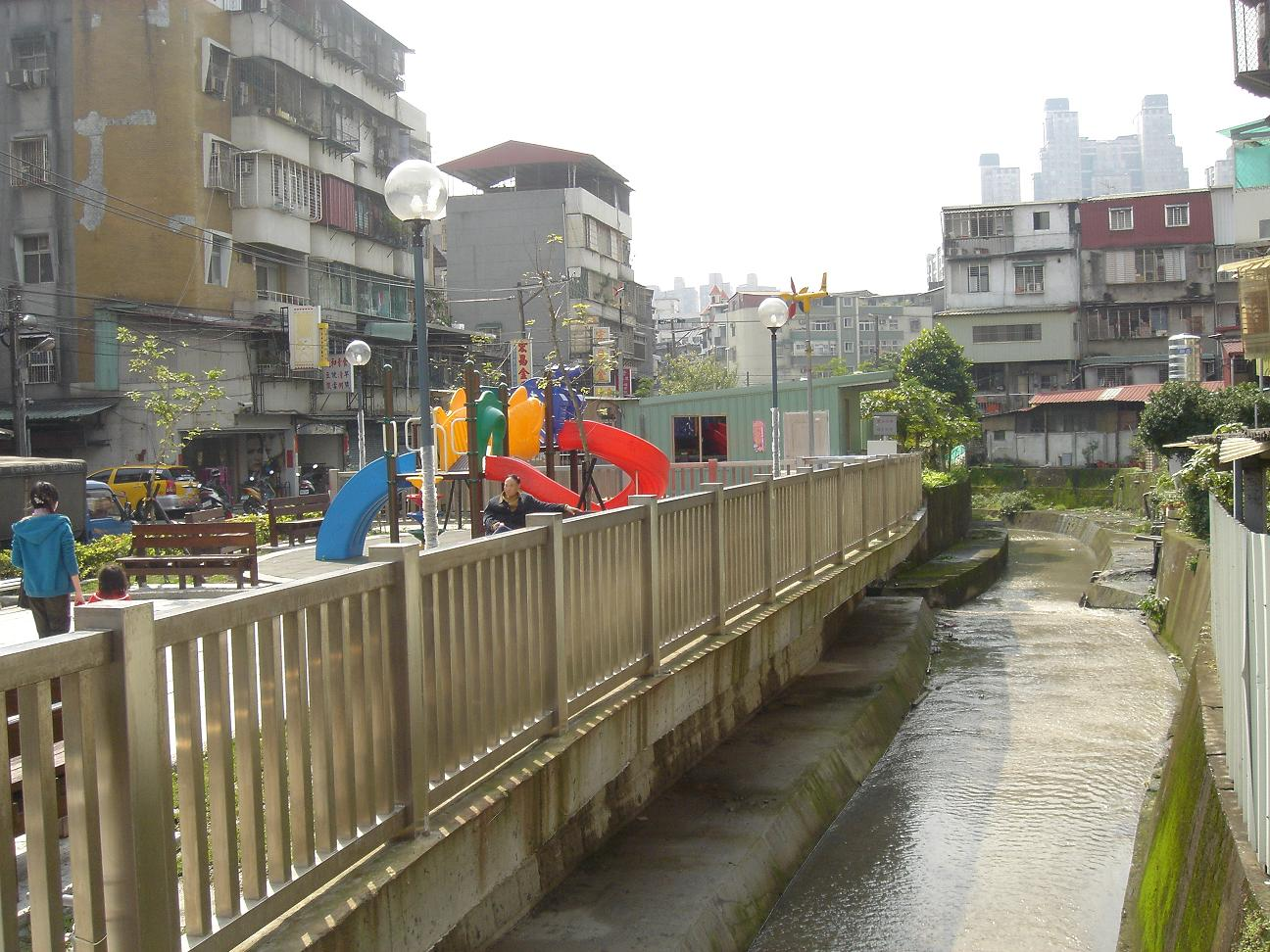
民族休閒公園南段與瓦磘溝北支流
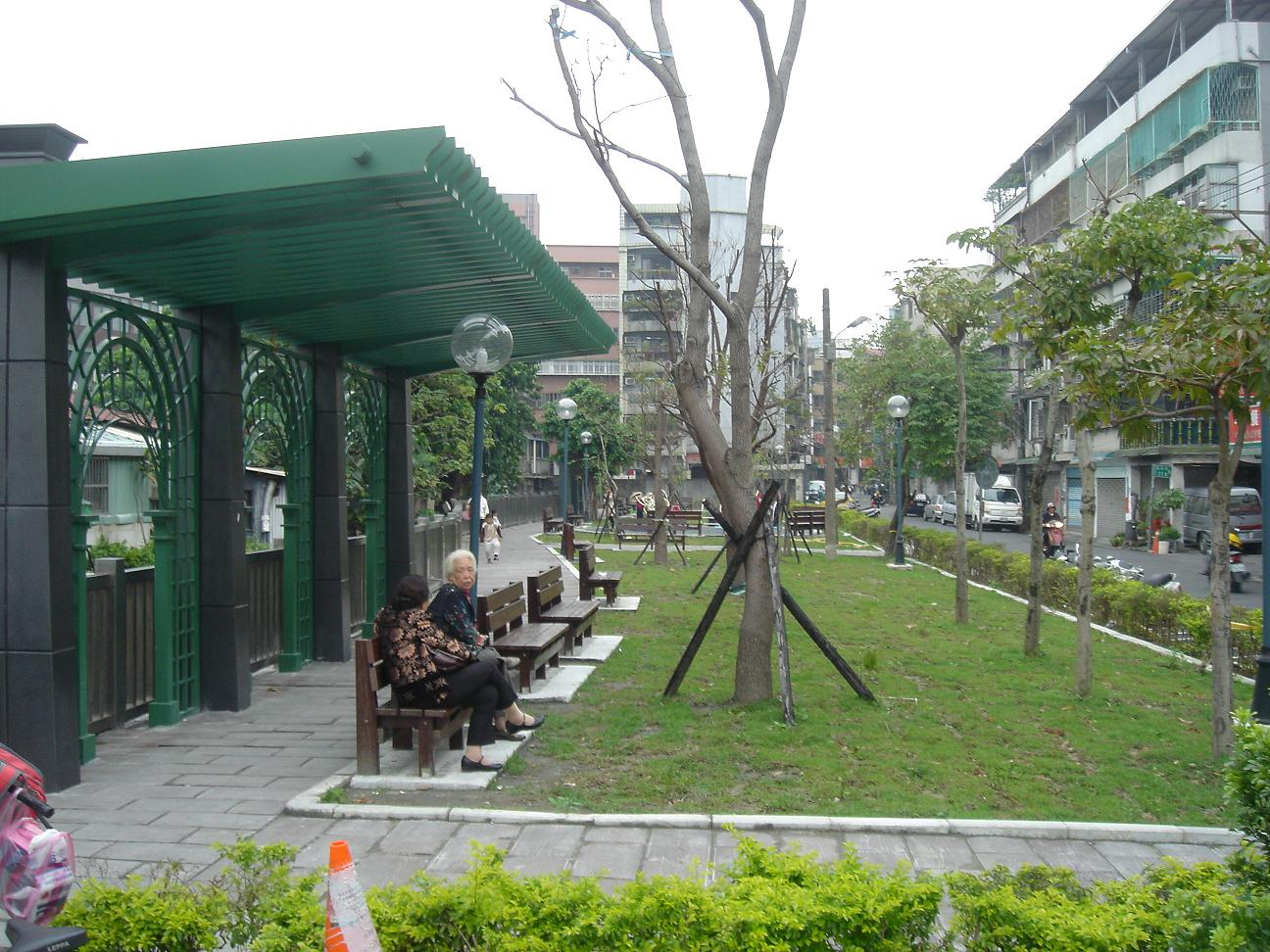
民族休閒公園中段
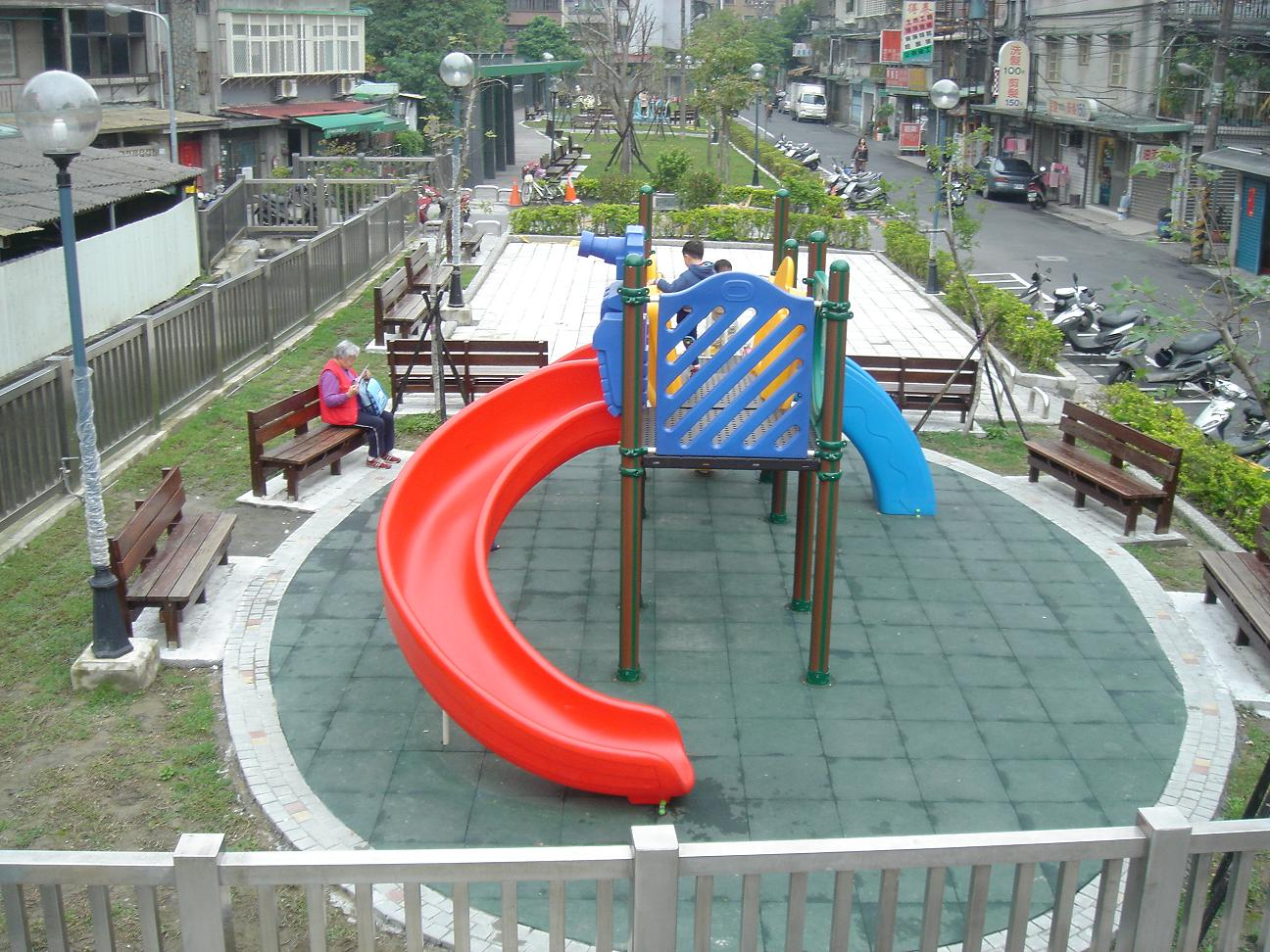
民族休閒公園南段
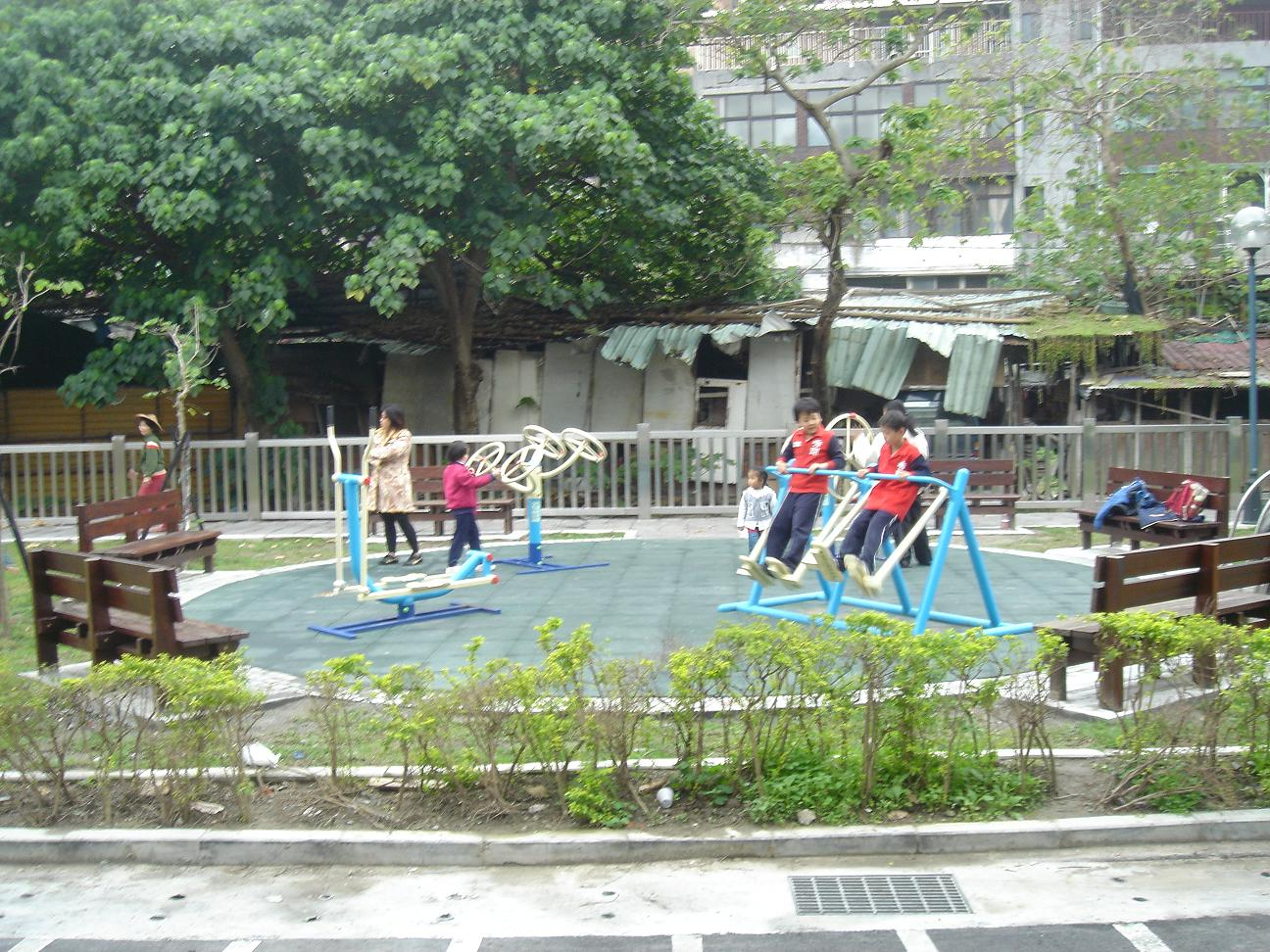
民族休閒公園體健設施區
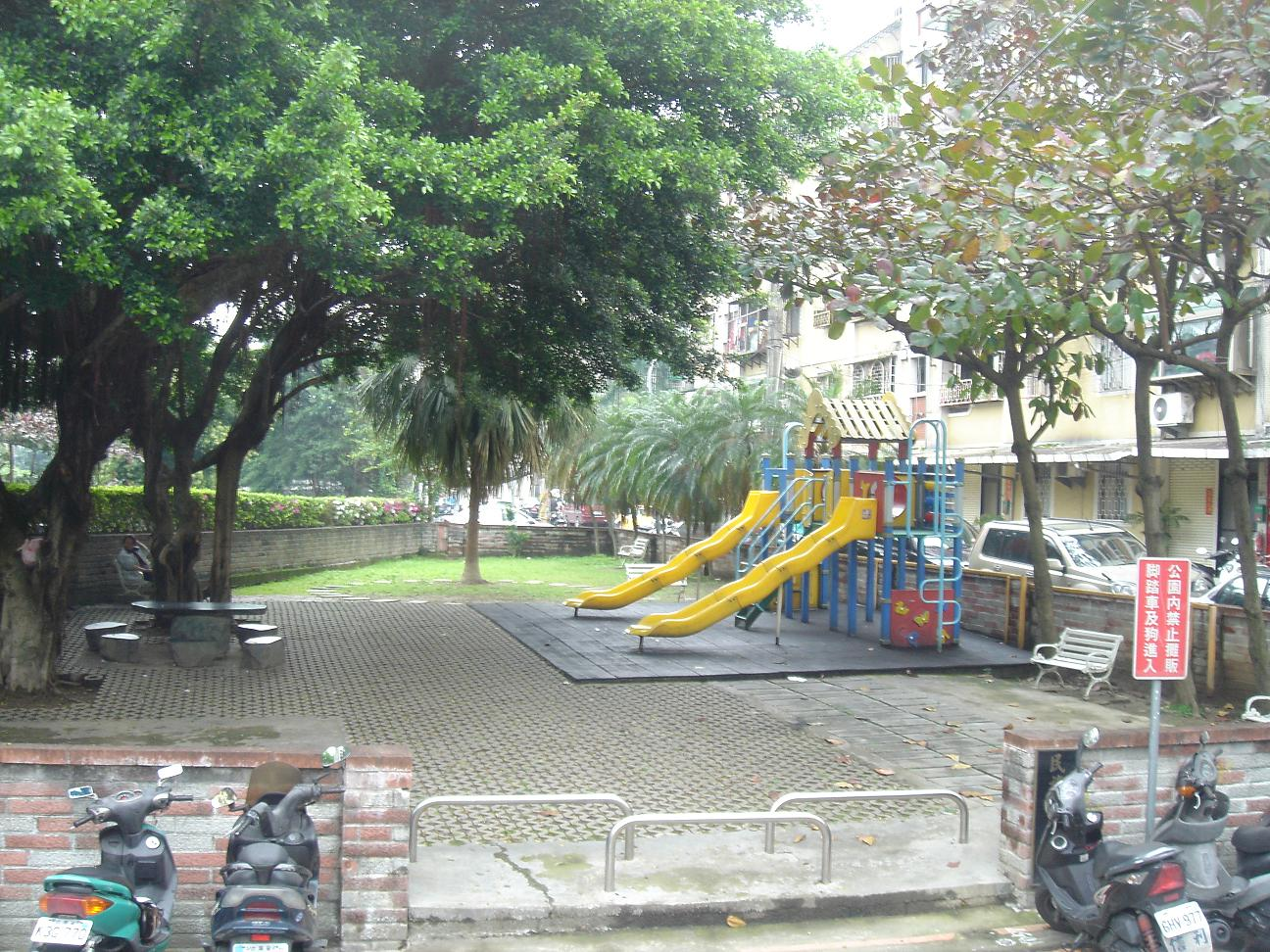
靠近民族休閒公園南方的另一個小公園